# Clyde, Wisconsin
Clyde là một thị trấn thuộc quận Iowa, tiểu bang Wisconsin, Hoa Kỳ. Năm 2010, dân số của thị trấn này là 300 người.